# Saison 1998-1999 de l'ISL
Saison précédente Saison suivante
La saison 1998–1999 est la troisième saison de hockey sur glace disputée au Royaume-Uni sous le nom de Ice Hockey Superleague. La société Sekonda sponsorise le championnat qui est donc surnommé Sekonda Ice Hockey Superleague. 
Basingstoke Bison quitte le championnat pour rejoindre la British National League, deuxième division. Une équipe de Londres est alors créée pour remplacer le Bison dans le championnat, les London Knights.

## Championnat
Chaque équipe joue six matchs de la saison régulière contre chacune des autres équipes, trois à domicile et trois en déplacement.  À l'issue de la saison, toutes les équipes jouent les séries éliminatoires.
| Équipe               | PJ | V  | N | DP | D  | BP  | BC  | Pts |
| -------------------- | -- | -- | - | -- | -- | --- | --- | --- |
| Manchester Storm     | 42 | 30 | 1 | 4  | 7  | 155 | 86  | 65  |
| Cardiff Devils       | 42 | 27 | 0 | 5  | 10 | 144 | 102 | 59  |
| Nottingham Panthers  | 42 | 25 | 1 | 2  | 14 | 140 | 134 | 53  |
| Bracknell Bees       | 42 | 19 | 2 | 4  | 17 | 144 | 149 | 44  |
| Ayr Scottish Eagles  | 42 | 18 | 3 | 3  | 18 | 136 | 140 | 42  |
| Sheffield Steelers   | 42 | 17 | 4 | 2  | 19 | 135 | 141 | 40  |
| Newcastle Riverkings | 42 | 14 | 2 | 2  | 24 | 117 | 150 | 32  |
| London Knights       | 42 | 10 | 3 | 4  | 25 | 114 | 183 | 27  |

## Séries éliminatoires
Comme pour la saison passée, les huit équipes sont qualifiées pour les séries éliminatoires avec deux poules créées selon le classement de la saison régulière. À l'issue de cette phase de poule, constituée de six rencontres, les deux meilleures équipes de chaque poule sont qualifiées pour les demi-finale du championnat.

### Phase de poule
Poule A
| Équipe             | PJ | V | N | DP | D | BP | BC | Pts |
| ------------------ | -- | - | - | -- | - | -- | -- | --- |
| Manchester Storm   | 6  | 5 | 0 | 0  | 1 | 22 | 9  | 10  |
| Bracknell Bees     | 6  | 5 | 0 | 0  | 1 | 25 | 19 | 10  |
| Sheffield Steelers | 6  | 2 | 0 | 0  | 4 | 20 | 23 | 4   |
| London Knights     | 6  | 0 | 0 | 1  | 5 | 14 | 30 | 1   |

Poule B
| Équipe               | PJ | V | D | N | DP | BP | BC | Pts |
| -------------------- | -- | - | - | - | -- | -- | -- | --- |
| Nottingham Panthers  | 6  | 5 | 0 | 0 | 1  | 20 | 16 | 10  |
| Cardiff Devils       | 6  | 3 | 1 | 0 | 2  | 20 | 16 | 7   |
| Ayr Scottish Eagles  | 6  | 2 | 1 | 0 | 3  | 21 | 20 | 5   |
| Newcastle Riverkings | 6  | 1 | 0 | 2 | 3  | 14 | 23 | 4   |

### Tournoi final
Le tournoi final se joue sur un week-end, les 4 et 5 mars, dans le NYNEX Arena à Manchester.
Arbre de qualification
|  | Demi-finales        | Demi-finales        |                |   | Finale | Finale |
|  | Demi-finales        | Demi-finales        |                |   | Finale | Finale |
|  |                     |                     |                |   |        |        |
|  |                     |                     |                |   |        |        |
|  |                     |                     |                |   |        |        |
|  | Manchester Storm    | 0                   |                |   |        |        |
|  | Manchester Storm    | 0                   |                |   |        |        |
|  | Cardiff Devils      | 5                   |                |   |        |        |
|  | Cardiff Devils      | 5                   | Cardiff Devils | 2 |        |        |
|  |                     |                     | Cardiff Devils | 2 |        |        |
|  |                     | Nottingham Panthers | 1              |   |        |        |
|  | Nottingham Panthers | Nottingham Panthers | 1              | 4 |        |        |
|  | Nottingham Panthers |                     |                | 4 |        |        |
|  | Bracknell Bees      | 3                   |                |   |        |        |
|  | Bracknell Bees      | 3                   |                |   |        |        |

Le Storm perd en demi-finale sur le score de 5-0 avec trois buts de Nicky Chinn contre le gardien Canadien de Manchester, Frank Pietrangelo. En finale, Ivan Matulik inscrit les deux buts pour les Devils, le score étant réduit par la suite par Mark Kolesar à douze secondes de la fin du match.

## Récompenses et meneurs

### Trophées
Trophée mensuel
Chaque mois, tous les hommes du match reçoivent une montre par cadeau du sponsor et un homme du match est choisi. Il est désigné Sekonda Face to Watch — l'homme qu'il fallait surveiller au cours du mois qui vient de se jouer. À la fin de la saison, le joueur de l'année, le Sekonda Superleague Player of the Year, est sélectionné parmi les joueurs sélectionnés mensuellement. La sélection est réalisée par les journalistes.
Les vainqueurs des trophées mensuels pour la saison 1998-99 sont présentés dans le tableau ci-dessous : 
- Octobre — Greg Hadden
- Novembre — Kip Noble
- Décembre — Frank Pietrangelo
- Janvier — Paul Adey
- Février — Grant Sjerven
- Mars — Shayne McCosh

Trophées annuels
- Entraîneur de l'année – Kurt Kleinendorst, Manchester Storm
- Joueur de l'année – Frank Pietrangelo, Manchester Storm
- Ice Hockey Annual Trophy pour le meilleur pointeur de la saison régulière – Tony Hand, Sheffield Steelers
- Meilleur gardien de but britannique – Stevie Lyle, Cardiff Devils
- Trophée Alan Weeks, meilleur défenseur de la saison – Stephen Cooper, Newcastle Riverkings

### Équipes type
| Première équipe                     | Poste | Seconde équipe                     |
| ----------------------------------- | ----- | ---------------------------------- |
| Frank Pietrangelo, Manchester Storm | G     | Trevor Robins, Nottingham Panthers |
| Kip Noble, Cardiff Devils           | D     | Kris Miller, Manchester Storm      |
| Troy Neumeier, Manchester Storm     | D     | Rob Stewart, Bracknell Bees        |
| Greg Hadden, Nottingham Panthers    | A     | Ivan Matulik, Cardiff Devils       |
| Ed Courtenay, Sheffield Steelers    | A     | Jeff Tomlinson, Manchester Storm   |
| Paul Adey, Nottingham Panthers      | A     | Jeff Jablonski, Manchester Storm   |

### Meilleurs joueurs
Les meilleurs joueurs au niveau des statistiques sont : 
- 56 points pour Paul Adey (Nottingham Panthers)[3]
- 29 buts pour Greg Hadden (Nottingham Panthers)
- 35 aides pour Paul Adey (Nottingham Panthers)
- 152 minutes de pénalité pour Paxton Schulte (Bracknell Bees)